# ورزشگاه شهر منچستر
ورزشگاه شهر منچستر یا ورزشگاه الاتحاد ورزشگاه خانگی و اول باشگاه فوتبال منچستر سیتی است که ویژهٔ این باشگاه فوتبال و به نام هواپیمایی الاتحاد است که در شهر منچستر استان منچستر، بریتانیا جای دارد. درپی فعالیت‌های ساخت و توسعه از اوت ۲۰۱۵ گنجایش آن به ۵۵٬۲۸۰ نفر افزایش یافت و در ادامه در سال ۲۰۲۲ به ۶۳٬۰۰۰ نفر افزایش پیدا خواهد کرد و این ورزشگاه به دومین ورزشگاه بزرگ انگلستان پس از اولدترافورد تبدیل خواهد شد.
منطقه شهرک ورزشی، با یک ورزشگاه بزرگتر به عنوان میدان ورزشی اصلی شهر منچستر در بازی‌های المپیک تابستانی ۲۰۰۰ در نظر گرفته شده بود، اما در نهایت منچستر به عنوان شهر میزبان برگزیده نشد. در پیشنهاد مربوط به بازی‌های مشترک‌المنافع ۲۰۰۲، ظرفیت ورزشگاه ۳۸۰۰۰ نفر طراحی شد و قرار بود بعداً به ۴۸۰۰۰ نفر افزایش یابد. شرکت ساخت‌وساز جان لینینگ با بودجه ۱۱۲ میلیون پوند، وظیفه ساخت این ورزشگاه را به عهده گرفت و طراحی و مهندسی آن به دست آروپ صورت گرفت. این طراحی شامل یک سقف بسیار زیبای کابل مانند بوده که به وسیله ۱۲ تیر خارجی و کابلهای متصل، معلق شده‌است.
برای تضمین استفاده بعدی از این ورزشگاه پس از بازی‌های مشترک‌المنافع، باشگاه ورزشی منچستر سیتی در سال ۱۹۹۸ با شورای شهر منچستر به توافق رسید تا این ورزشگاه به جای ورزشگاه ماین رود، به ورزشگاه خانگی این تیم تبدیل شود. تبدیل یک زمین دو و میدانی به یک ورزشگاه فوتبال، ۲۲ میلیون پوند برای شورا و ۲۰ میلیون پوند برای باشگاه منچستر سیتی هزینه داشت. باشگاه در تابستان ۲۰۰۳ به خانه جدید خود نقل مکان کرد.
علاوه بر بازی‌ها، این ورزشگاه میزبان فینال جام یوفا ۲۰۰۸، بازی‌های بین‌المللی تیم ملی فوتبال انگلستان بازی‌های راگبی ۱۳ نفره، مسابقات جهانی بوکس و کنسرتهای موسیقی بوده‌است.
در مارس ۲۰۱۴، کار توسعه سقف جنوبی آغاز شد و بخش تخریب آن در طول تابستان به انجام رسید تا سایر اقدامات در طول فصل صورت گیرند. این ساخت و ساز تا آغاز فصل ۲۰۱۵/۲۰۱۶ به پایان رسید و ظرفیت ورزشگاه به ۵۵۰۰۰ افزایش یافت. این توسعه با تکمیل پردیس اتحاد، دانشکده فرک شش کونل و مرکز اجتماع مصادف بود که هزینه بخشی از آن را باشگاه منچستر سیتی تأمین کرد.

## تاریخچه

### زمینه

ماکت معماری استادیوم ۸۰ هزار نفری برای میزبانی المپیک ۲۰۰. طرح این ورزشگاه، بزرگ‌تر از ورزشگاه کنونی است و رمپ‌ها و ستون‌های بیشتری دارد.

برنامه‌های ساخت یک ورزشگاه جدید در شهر منچستر به سال ۱۹۸۹ و تصمیم به میزبانی بازی‌های المپیک تابستانی ۱۹۹۶ بازمی‌گردد. شورای شهر منچستر، درخواست ساخت یک ورزشگاه ۸۰۰۰۰ نفری را در منطقه گرینفیلد در جنوب منچستر ارسال کرد. منچستر شکست خورد و میزبانی به آتلانتا رسید. ۴ سال بعد، شورای شهر، میزبانی بازی‌های المپیک تابستانی ۲۰۰۰ را درخواست کردند و طی آن، منطقه ۱٫۶ کیلومتری برانفیلد را در نظر گرفتند که مالکی نداشت و محل معدن زغال‌سنگ بردفورد بود. تغییر تمرکز شورا تحت تأثیر مصوبه نوظهور دولت مبنی بر نوسازی شهرها قرار داشت، که تخصیص بودجه‌ای مناسب را برای این پروژه تضمین می‌کرد؛ در سال ۱۹۹۲، دولت وارد خرید و پاک‌سازی این منطقه شد.
در فوریه سال ۱۹۹۳، شورای شهر درخواست یک ورزشگاه ۸۰۰۰۰ نفری دیگری را ارسال کرد، که طرح آن توسط مؤسسه آروپ ارائه شد، شرکتی که در انتخاب این مکان کمک نموده بود. در ۲۳ سپتامبر سال ۱۹۹۳، میزبانی این مسابقات به سیدنی رسید، اما در سال بعد، منچستر ساخت ورزشگاهی مشابه برای کمیسیون هزاره را به نام «ورزشگاه هزاره» ارائه داد، که دوباره این طرح رد شد. شورای مصمم شهر منچستر، بار دیگر میزبانی بازی‌های مشترک‌المنافع ۲۰۰۲ را پیشنهاد کردند، آن‌ها در این پیشنهاد طرح‌های درخواست المپیک ۲۰۰۰ را ارائه دادند، که با موفقیت روبه‌رو شد. این سال ۱۹۹۶، این ورزشگاه برای به دست آوردن بودجه ورزشگاه ملی، با ورزشگاه ومبلی در رقابت بود که نهایتاً ومبلی به عنوان ورزشگاه ملی انگلستان انتخاب و از نو بازسازی شد.
بعد از موفقیت ورزشی آن در بازی‌های مشترک‌المنافع، برخی ورزشکاران معروف مانند جاناتان ادواردز و سباستین کو از تبدیل این ورزشگاه به ورزشگاهی فوتبالی انتقاد کردند، زیرا بریتانیا هنوز فاقد برنامه‌هایی برای یک زمین ورزشی بزرگ بود، همچنین امید ایجاد امکانات دو و میدانی در ومبلی نو قطع شده بود. آروپ پیشنهاد توسعه هر دوی این ورزشگاه‌ها با بودجه را تأیید کرد و در نهایت منچستر قادر شد با به‌کارگیری سکوی متحرک، میزبانی مسابقات ورزشی بزرگ را نیز به عهده گیرد.
شورای شهر منچستر، برای دادن قابلیت مالی طولانی مدت به ورزشگاه، موافقت کرد که در تبدیل یک زمین دو و میدانی به یک ورزشگاه فوتبال، سرمایه‌گذاری کند. ورزش انگلستان انتظار داشت که شورای شهر و باشگاه منچستر سیتی، ۵۰ میلیون مورد نیاز را برای تبدیل ورزشگاه به یک ورزشگاه دو و میدانی و زمین فوتبال با سکوی متحرک، تأمین کنند. اما، شورای شهر پول کافی برای پرداخت هزینه سکوی متحرک را نداشت و باشگاه منچستر سیتی نیز تمایل چندانی نسبت به این طرح نشان نمی‌داد. معماران آروپ اعتقاد داشتند که تاریخ نشان می‌دهد یک زمین دو و میدانی به ندرت مورد استفاده قرار گرفته، و اغلب در کنار فوتبال کارایی چندانی ندارد (مثال ذکر شده، ورزشگاه دل آلپی و ورزشگاه المپیک مونیخ است، هم باشگاه فوتبال یوونتوس و هم بایرن مونیخ در کمتر از ۴۰ سال، مجبور به تغییر ورزشگاه خود شدند)

### بازی‌های مشترک‌المنافع ۲۰۰۲
ورزشگاه در دسامبر سال ۱۹۹۹ و به دستور تونی بلر، نخست‌وزیر وقت بریتانیا بنا نهاده شد، و ساخت آن در ژانویه ۲۰۰۰ آغاز گشت. مؤسسه آروپ کار طراحی آن را انجام داد و ساخت آن به دست شرکت ساخت‌وساز جان لینینگ صورت گرفت. هزینه کل ساخت تقریباً ۱۱۲ میلیون پوند بود، که ۷۷ میلیون پوند آن را شورای ورزش انگلستان و بقیه آن را شورای شهر منچستر پرداخت کرد. در بازی‌های مشترک‌االمنافع این ورزشگاه دارای یک سکوی پایینی در سه طرف مسیر ورزشگاران و یک سکوی بالایی در دو طرف آن بود، و در انتهای شمالی یک جایگاه موقت نیز وجود داشت، این صندلی‌ها ظرفیت ۳۸ هزار نفر را تأمین می‌کردند، که در نهایت با نصب صندلی‌های موقت اضافی در شرق و جنوب ظرفیت ورزشگاه به ۴۱ هزار نفر رسید.
اولین رویداد ورزشی اتفاق افتاده در این ورزشگاه، افتتاحیه بازی‌های مشترک‌المنافع ۲۰۰۲ در ۲۵ ژوئیه سال ۲۰۰۲ بود. در میان مقامات حاضر در ورزشگاه، ملکه الیزابت دوم قرار داشت که با بیان یک سخنرانی، شروع بازی‌ها را اعلام کرد. در مدت ۱۰ روز، این ورزشگاه میزبان رویدادهای ورزشی مختلف و بازی‌های راگبی ۷ نفره بود. در این ورزشگاه ۴ رکورد در بازی‌های مشترک‌المنافع جابجا شد، که از جمله آن‌ها می‌توان به پرش سه‌گام و دو ۵۰۰۰ متر بانوان اشاره کرد.

### تبدیل ورزشگاه
مسیر دو و میدانی اطراف ورزشگاه حذف شد و به عهده سایر ورزشگاه‌ها قرار گرفت، و سطح زمین چمن داخلی پایین‌تر رفت تا سکوهای بیشتری در اطراف آن ساخته شود. دو جایگاه موقتی که در مجموع ظرفیت ۱۶ هزار نفر را دارا بودند، برچیده و با یک ساختار دائمی مشابه طراحی قسمت موجود در جنوب ورزشگاه جایگزین شدند. این مأموریت تقریباً یک سال طول کشید و در نهایت ۲۳۰۰۰ صندلی به ورزشگاه افزوده شد. باشگاه منچستر سیتی درست قبل از شروع لیگ برتر فوتبال انگلستان ۰۴–۲۰۰۳ به این مکان منتقل شد. هزینه این تغییرات بیش از ۴۰ میلیون پوند بود، که با تغییر مسیر دو و میدانی، زمین فوتبال و صندلی‌ها همراه بود و شورای شهر منچستر ۲۲ میلیون آن را تقبل کرد؛ ساخت بارها، رستوران‌ها و ایجاد امکانات تفریحی در مجموع سبب شد تا باشگاه منچستر سیتی نیز ۲۰ میلیون پوند هزینه کند. بازی موجب به دست آمدن سودی مازاد شد و ورزش انگلستان موافقت کرد که برای تغییر ورزشگاه به ورزشگاه کنونی، با ۶۰۰۰ صندلی بیشتر سرمایه‌گذاری کند، که هزینه آن نیز ۳٫۵ میلیون پوند بود.

### اولین‌های ورزشگاه
اولین بازی فوتبال عمومی برگزار شده در این ورزشگاه، یک بازی دوستانه بین منچستر سیتی و بارسلونا بود که در ۱۰ اوت سال ۲۰۰۳ برگزار شد. منچستر سیتی این بازی را با نتیجه ۲ به ۱ برد و نیکولا آنلکا اولین گل را در این ورزشگاه به ثمر رساند.
اولین بازی رسمی نیز چهار روز بعد، و در سری مسابقات جام یوفا ۲۰۰۲-۰۳، بین منچستر سیتی و تیمی از لیگ برتر ولز به نام نیوسنتز برگزار شد. این بازی را نیز سیتی با نتیجه ۵–۰ به سود خود به پایان برد و اولین گل رسمی را تروور سینکلر به ثمر رساند. به دلیل اینکه اولین بازی منچستر سیتی در لیگ برتر، در خانه حریف بود، اولین بازی خانگی لیگ برتری در این ورزشگاه در ۲۳ اوت برگزار شد و در آن بازی سیتی با تیم پرتسموث به تساوی ۱–۱ رسید، و اولین گل لیگ برتری این ورزشگاه را پاکوبو ایگبنی به ثمر رساند.
تا به امروز، رکورد حضور در ورزشگاه، به بازی خانگی سیتی با باشگاه فوتبال کویینز پارک رنجرز بازمی‌گردد، که در ۱۳ مه ۲۰۱۲، میزبان ۴۷۴۳۴ تماشاگر بود. این فصل همچنین شاهد جابجا شدن رکورد پیروزی در لیگ برتر انگلستان بود و طی آن منچستر سیتی موفق شد در ۱۲ بازی خود، ۱۱ پیروزی کسب کند.

## معماری

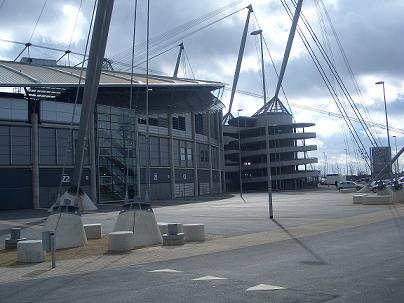
ورزشگاه شهر منچستر، کابل‌های فولادی که تیرها را می‌کشند و سقف را در جای خود محکم می‌کنند.

زمانی که شورای شهر منچستر در مسیر توسعه برنامه‌ریزی می‌کرد، تصمیم به ساخت یک سازه مستحکم برجسته گرفته شد که نمادی از احیای منطقه صنعتی معدن زغال‌سنگ برندفورد بود، تا در ورزشگاهی باز، نمایی خوب ایجاد کند. مؤسسه آروپ ورزشگاه را به گونه‌ای طراحی کرد که فضایی صمیمی و پرشور، و در عین حال تهدیدآمیز و گلادیاتوری داشته باشد، و روحیه اصلی باشگاه منچستر سیتی را تداعی کند؛ و با وجود سطحی در حدود ۶ متر پایین‌تر از زمین، میدان‌های گلادیاتوری رومی و آمفی‌تئاترها را یادآور باشد.
یک سقف چنبرهشکل بر روی استادیوم قرار گرفته‌است که وسیله به سیستم شبکه کابل‌های تنیده‌شده نگه داشته می‌شود و این موضوع برخلاف سقف خارجی ورزشگاه است که آن را تکیه‌گاه‌های طرهای و خرپایی نگه داشته‌اند. نقطه کانونی معماری ورزشگاه، سقف جاروبی و تیرهای کمکی آن می‌باشد که از کاسه بتنی است. کابل دانه زنجیری در اطراف محیط داخلی سقف قرار گرفته، و به وسیله کابل‌های پیش‌نگه‌دار به تیرها بسته شده‌است. کابل‌های پس‌نگه‌دار و رابط‌های گوش تیرها به زمین وصل شده‌اند و به استحکام سازه کمک می‌کنند.
کابل‌ها به دوازده تیر متصل شده‌اند که همراه با رفترها و پورلین‌ها استحکام بیشتری را برای ورزشگاه به ارمغان می‌آورند. به دلیل زیبایی ظاهری، تیرها دوتایی هستند و ارتفاعشان به ۷۵ متر می‌رسد. دست‌رسی به ردیف‌های بالایی صندلی‌ها به وسیله هشت پلکان دایره‌ای امکان‌پذیر است که دارای سقف‌های مخروطی می‌باشند. آن مسیرها مشابه پله‌های مارپیچی می‌باشند که پیرامون ۸ عدد از ۱۲ تیر ساخته شده و تا سقف ادامه یافته‌اند.
سقف جایگاه‌های جنوبی، شرقی و غربی که برای پیکره‌بندی ورزشی استادیوم طراحی شده بود، به وسیله سیستم شبکه کابلی حفظ می‌شد. جایگاه موقت قرار گرفته در انتهای شمالی در اطراف تیرها ساخته شده بود و کابل‌هایی را که در نهایت سقف جایگاه شمالی فعلی را مستحکم می‌کردند، به زمین متصل می‌کرد. بعد ار بازی مسیر دو و میدانی خارج می‌شد. سکوی موقتی که در انتهای شمالی قرار داشت، حذف شد و جایگاه شمالی و ردیف پایینی صندلی‌ها بر روی یک خاکبرداری آماده قرار گرفت. جایگاه شمالی با افزودن رفترها پرلین‌ها و روکش تکمیل شد. این تغییر حدوداً یک سال به طول انجامید و ظرفیت ورزشگاه را تا ۱۰۰۰۰ صندلی افزایش داد.
این ورزشگاه در زیرزمین جایگاه غربی، دارای امکاناتی برای بازی‌کنان و مقامات برگزاری مسابقه بود، همچنین آشپزخانه‌ای داشت که در روز مسابقه ۶۰۰۰ غذا آماده می‌کرد، به علاوه دارای اتاق مطبوعات، بخش قرارگیری کارکنان و یک سلول زندان بود. به جز امکانات پذیرایی، آشپزخانه‌ها، ادارات، و محل‌های اجتماع به دست گروه طراحی کی‌اس‌اس برنامه‌ریزی شده بود، و شامل نصب کابل‌های ارتباطات و سیستم کنترل دست‌رسی اتوماتیک می‌شد. این ورزشگاه نیز دارای امکانات کنفرانسی است و در جشن‌های ازدواج نیز به کار می‌رود.
برای ایجاد چمن بهینه در ورزشگاه، سقف به‌گونه‌ای طراحی شده بود که با استفاده از یک باند ده‌متری پلی‌کربنات در اطرافش، میزان دریافت نور خورشید را به حداکثر می‌رساند و گوشه‌های ورزشگاه دیوارهای سوراخ‌داری داشتند. برای ایجاد شرایط بهینه رشد چمن، سیستم آب‌یاری و گرمایش زیرزمینی تعبیه شده بود.

## نام‌ها
شورای شهر منچستر، قبل از آغاز ساخت این ورزشگاه در دسامبر سال ۱۹۹۹، نام آن را ورزشگاه شهر منچستر گذاشت، اما تعدادی نام معادل نیز دارد. ورزشگاه شهر منچستر را به‌طور خلاصه با CoMS نشان می‌دهند. استلند به منطقه ورزشگاه و خود آن اشاره دارد، که همانند شهرک ورزشی به کل آن اشاره می‌کند ولی نسبت به شهرک ورزشی کاربردش کمتر است. در اکتبر ۲۰۱۰، مالک جدید باشگاه ورزشی، برای ۲۵۰ سال، ورزشگاه را از شورای شهر اجاره کرد و در قبال افزایش میزان اجاره، حقوق نام‌گذاری را به دست آورد. در ژوئیه سال ۲۰۱۱، نام ورزشگاه به «اتحاد» تغییر یافت، این نام مربوط به اسپانسر ده‌ساله باشگاه یعنی هواپیمایی اتحاد است. این موافقت شامل نام ورزشگاه نیز می‌شود، و به مدت ده سال آن را در اختیار اسپانسر تیم قرار می‌دهد و شامل نقشه‌های نقل مکان آکادمی جوانان باشگاه و امکانات تمرینی به پردیس اتحاد می‌باشد، این توسعه در مجاورت ورزشگاه صورت خواهد گرفت.

## ورزشگاه

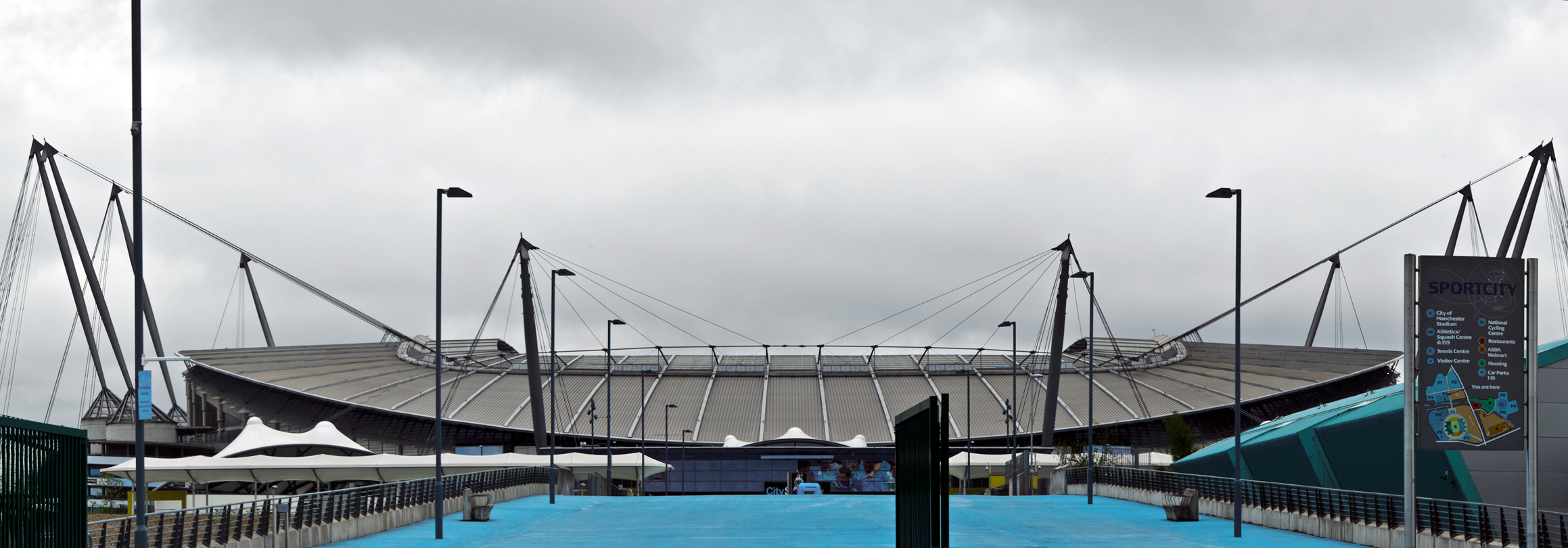
چشم‌انداز مسیر جو مرکر به سمت ورزشگاه اتحاد

در ورود به جای استفاده از درهای گردان سنتی، از کارت هوشمند بدون تماس استفاده می‌شود. این سیستم قادر است با استفاده از تمامی ورودی‌ها در هر دقیقه ۱۲۰۰ نفر را وارد ورزشگاه کند. یک تونل خدمات در زیر ورزشگاه، امکان ورود مستقیم ماشین‌های اورژانسی و اتوبوس برون‌شهری تیم مهمان را به درون ورزشگاه فراهم می‌کند. در داخل ورزشگاه، تماشاگران به ۶ رستوران، دست‌رسی دارد، دو عدد از آن‌ها به زمین فوتبال دید دارند و در بالای ردیف دوم صندلی‌های جایگاه‌های شمال، غرب و شرق، ۷۰ جایگاه ویژه وجود دارد.

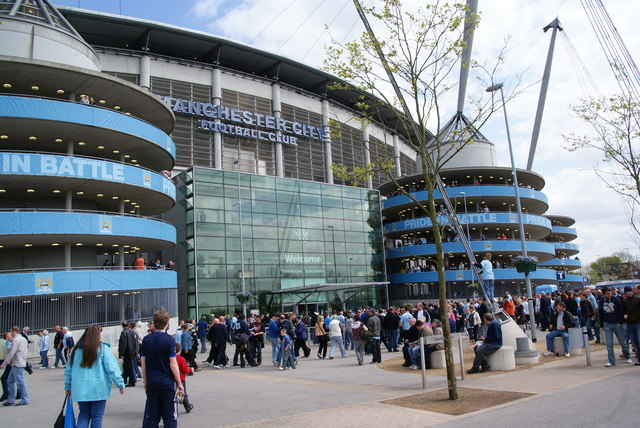
ورودی اصلی

داخل ورزشگاه شبیه یک کاسه بیضوی است که در اطراف دارای سه طبقه صندلی و در هر انتها دو طبقه صندلی می‌باشد. با این‌که صندلی‌ها متوالی‌اند، هر قسمت از ورزشگاه با الگوی زمین‌های فوتبال سنتی نام‌گذاری شده‌است. در ابتدا، تمام قسمت‌ها با توجه به جهت قطب‌نما نام‌گذاری شده بودند (جایگاه شمالی و جایگاه جنوبی برای دو انتها، جایگاه غربی و جایگاه شرقی برای اطراف). در فوریه ۲۰۰۴، در طی یک نظر سنجی از هواداران، نام جایگاه غربی به جایگاه کالین بل (بازی‌کن سابق منچستر سیتی) تغییر یافت. نام جایگاه جنوبی نیز به کلید ۱۰۳ تغییر یافت، که دلیل آن، اسپانسر باشگاه در سال‌های ۲۰۰۳ تا ۲۰۰۶ بود، اگرچه هواداران آن را نادیده گرفتند. بخشی از جایگاه شمالی به عنوان جایگاه خانواده تعیین شده بود، که خانواده‌های دارای فرزند را در خود جای می‌داد، ولی از فصل ۲۰۱۰–۲۰۱۱، کل جایگاه جنوبی به خانواده‌ها اختصاص یافت. جایگاه شرقی به‌طور غیررسمی و در میان هواداران به جایگاه کیپاکس نیز معروف است که به جایگاه مربوط در ورزشگاه مین رود اشاره دارد. هواداران تیم میهمان در بخش‌هایی از جایگاه جنوبی قرار می‌گیرند.
این ورزشگاه دارای زمین فوتبالی به ابعاد استاندارد یوفا می‌باشد که عبارتست از ۸۹۳۲ متر مربع یا 116 x ۷۷ متر که سطح آن از چم مصنوعی ساخته شده توسط دسو گرس‌مستر پوشیده شده‌است. مناطق بدون صندلی در هر گوشه زمین دارای هواکش‌های متحرکی می‌باشند که امکان تهویه زمین ورزشی را فراهم می‌کنند. . این زمین فوتبال به عنوان یکی از بهترین زمین‌های فوتبال انگلستان شناخته می‌شود و در ۹ فصل اخیر، پنج بار نامزد بهترین زمین چمن لیگ برتر شده‌است، و سال ۲۰۱۰–۲۰۱۱، به علاوه چند جایزه دیگر، برنده آن جایزه نیز شد.

## شهرک ورزشی

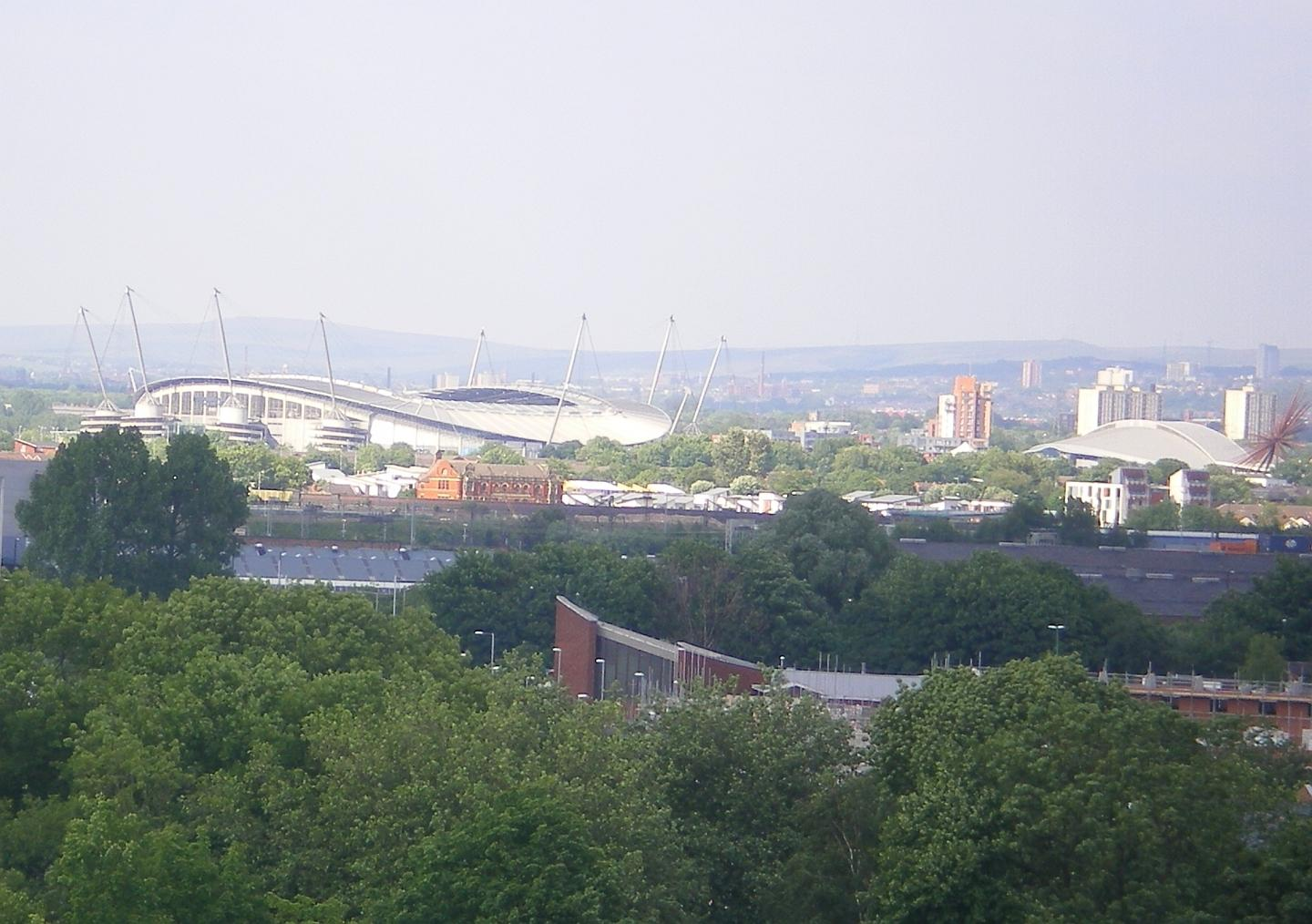
شهرک ورزشی، CoMS در چپ و ولودروم منچستر در راست.

ورزشگاه اتحاد، ساختمان محوری شهرک ورزشی منچستر می‌باشد، که به جز آن، چند سالن ورزشی دیگر نیز دارد. در مجاورت ورزشگاه، زمین چمن محلی منچستر قرار دارد که در بازی‌های مشترک‌المنافع سال ۲۰۰۲، به عنوان مسیر دو و میدانی تمرینی مورد استفاده قرار می‌گرفت، و اکنون دارای ظرفیت ۶۱۷۸ نفر می‌باشد که از آن برای آزمون‌های ورزشی ملی استفاده می‌شود و تیم دوم منچستر سیتی نیز در آن زمین بازی می‌کند. ولودروم منچستر و مرکز اسکواش در نزدیکی ورزشگاه قرار دارند. در سپتامبر سال ۲۰۰۶، شهر منچستر مجوز ساخت یک توربین بادی ۸۵ متری را در این منطقه به دست آورد. این توربین که توسط نورمن فاستر طراحی شده بود، قابلیت تأمین برق ورزشگاه و خانه‌هایاطراف آن را داشت، ولی نگرانی از یخ جمع‌شده بر روی تیغه‌هایش، سبب متوقف شدن این طرح شد. از سال ۲۰۰۵ تا ۲۰۰۹، مجسمه B از Bang، اثر توماس هیثرویک، در روبه‌روی ورزشگاه قرار گرفت. این مجسمه که برای جشن افتتاحیه بازی‌های مشترک‌المنافع ساخته شده‌است، بلندترین مجسمه بریتانیا می‌باشد. در سال ۲۰۰۹، مشکلات مجسمه سبب برچیده شدن آن گشت. در ژانویه سال ۲۰۰۷، اعلام شد که اولین سوپر کازینو در شهرک ورزشی ساخته خواهد شد، اما به دلیل عدم صدور اجازه از سوی وزیر فرهنگ، رسانه و ورزش این طرح نیز لغو شد.

## پذیرش
| فصل     | ظرفیت ورزشگاه | میانگین تماشاگران | درصد از کل ظرفیت | رتبه در لیگ برتر                                              |
| ------- | ------------- | ----------------- | ---------------- | ------------------------------------------------------------- |
| ۲۰۱۳–۱۴ | ۴۷٬۴۰۵        | ۴۷٬۰۸۰            | ۹۸٫۵٪            | 4th highest                                                   |
| ۲۰۱۲–۱۳ | ۴۷٬۴۰۵        | ۴۶٬۹۷۴            | ۹۸٫۳٪            | 4th highest                                                   |
| ۲۰۱۱–۱۲ | ۴۷٬۴۰۵        | ۴۷٬۰۴۴            | ۹۸٫۴٪            | 4th highest بایگانی‌شده در ۵ فوریه ۲۰۱۲ توسط Wayback Machine   |
| ۲۰۱۰–۱۱ | 47,405        | ۴۵٬۸۸۰            | ۹۶٫۱٪            | 4th highest بایگانی‌شده در ۱۱ دسامبر ۲۰۱۱ توسط Wayback Machine |
| ۲۰۰۹–۱۰ | 47,405        | ۴۵٬۵۱۲            | ۹۵٫۴٪            | 3rd highest بایگانی‌شده در ۲۴ اکتبر ۲۰۱۲ توسط Wayback Machine  |
| ۲۰۰۸–۰۹ | 47,405        | ۴۲٬۹۰۰            | ۸۹٫۹٪            | 5th highest                                                   |
| ۲۰۰۷–۰۸ | 47,715        | ۴۲٬۱۲۶            | ۸۸٫۳٪            | 6th highest بایگانی‌شده در ۲۴ اکتبر ۲۰۱۲ توسط Wayback Machine  |
| ۲۰۰۶–۰۷ | 48,000        | ۳۹٬۹۹۷            | ۸۳٫۸٪            | 6th highest                                                   |
| ۲۰۰۵–۰۶ | 48,000        | ۴۲٬۸۵۶            | ۸۹٫۸٪            | 4th highest بایگانی‌شده در ۲۴ اکتبر ۲۰۱۲ توسط Wayback Machine  |
| ۲۰۰۴–۰۵ | 48,000        | ۴۵٬۱۹۲            | ۹۴٫۷٪            | 3rd highest بایگانی‌شده در ۲۴ اکتبر ۲۰۱۲ توسط Wayback Machine  |
| ۲۰۰۳–۰۴ | 48,000        | ۴۶٬۸۳۴            | ۹۸٫۱٪            | 3rd highest                                                   |

بازی‌های مشترک‌المنافع ۲۰۰۲ یک موفقیت بزرگ به حساب می‌آمد و ورزشگاه به دلیل جو و طراحی زیبای خود، مورد تحسین قرار گرفت. طراحی این ورزشگاه جوایز متعددی را به دست آورد که از جمله آن‌ها می‌توان به جایزه طراحی شامل مؤسسه سلطنتی معماران بریتانیایی در سال ۲۰۰۴ برای طراحی شامل این سازه و جایزه ویژه ساختمانی مؤسسه مهندسین سازه در سال ۲۰۰۳ اشاره کرد.
پذیرش هواداران منچستر سیتی با برخی نظرات دربارهٔ انتقال از مین رود متضاد بود، این ورزشگاه به داشتن یکی از زمین‌های پرهیاهوی انگلستان معروف بوده، درحالی که برخی دیگر خواهان انتقال به ورزشگاهی بزرگتر و بازگشت به شرق منچستر و جایی که باشگاه در آن‌جا ساخته شده‌است، بودند. امروزه باشگاه در هر فصل دارای بیش از ۳۳۰۰۰ دارنده بلیط می‌باشد که این مقدار از حداکثر ظرفیت مین رود بیشتر است.
یک نظر سنجی در سال ۲۰۰۷ از هواداران نشان می‌دهد که این ورزشگاه بعد از ورزشگاه امارات، در لیگ برتر دارای دومین دید خوب از سکوها می‌باشد. هواداران مخالف، به‌طور عمومی نظرات مثبتی را داده‌اند، و در سال ۲۰۰۵، CoMS بعد از الد ترافورد در یک رای‌گیری دومین ورزشگاه محبوب بریتانیا شد. در سال ۲۰۱۰، ورزشگاه شهر منچستر، بعد از ورزشگاه‌های الد ترافورد و آنفیلد بیشترین تماشاگر خارجی را داشت.
این ورزشگاه در سال‌های اخیر خود از داشتن جوی فقیر رنج می‌برد، این مشکلی است که در ورزشگاه‌های جدید در مقایسه با ورزشگاه‌های قدیمی مانند مین رود به چشم می‌خورد. در نظرسنجی سال ۲۰۰۷، تماشاگران جو این ورزشگاه را از آخر دومین ورزشگاه برشمردند، اما از آن زمان تاکنون جو ورزشگاه بهبود یافته‌است.

## توسعه‌های اخیر
این ورزشگاه در مالکیت شورای شهر منچستر بوده و باشگاه منچستر سیتی آن را اجاره نموده‌است. تغییر مالک باشگاه در سال ۲۰۰۸ سبب شد این باشگاه به یکی از ثروتمندترین باشگاه‌های جهان تبدیل شود، و این پیشنهاد مطرح شد که باشگاه قادر خواهد بود ورزشگاه را خریداری کند. در مارس سال ۲۰۱۰ منچستر سیتی قراردادی را با شورای شهر امضا کرد که طبق آن امکان توسعه دوباره ورزشگاه با هزینه ۱ میلیون پوند و به دست رافائل وینیولی فراهم می‌شد.
در طول تعطیلات فصل سال ۲۰۱۰، زمین فوتبال و امکانات پذیرایی ورزشگاه بازسازی شدند، و یک میلیون پوند سرمایه برای سطح زمین هزینه شد لذا اکنون برگزاری کنسرت‌ها و سایر رویدادها بدون هیچ خسارتی امکان‌پذیر است. باشگاه منچستر سیتی بار دیگر پیرامون اجاره ورزشگاه با شورا شهر مذاکره کرد و به این نتیجه رسید که سالانه مبلغ ثابت ۳ میلیون پوند را پرداخت کند که قبلاً تنها نیمی از درآمد حاصل از فروش بلیط را که بیش از ۳۵۰۰۰ بلیط بود به شورا می‌پرداخت. این قرارداد جدید به عنوان بخشی از بازبینی ۵ ساله اجاره اصلی صورت گرفت، و در مجموع سبب افزایش سالانه یک میلیون پوند در درآمدهای شورا از ورزشگاه شد.
در ژوئیه سال ۲۰۱۱، نام ورزشگاه با توجه به اسپانسری هواپیمایی اتحاد به ورزشگاه اتحاد تغییر یافت. برنامه‌های توسعه پردیس اتحاد در مجاورت ورزشگاه در اواسط سپتامبر ۲۰۱۱ مطرح شد. در عوض، باشگاه قول داد که یک مجتمع ورزشی جدید را در شرق منچستر بسازد که شامل یک مدرسه جدید، ۶ دانشکده و مرکز اجتماع بود. این باشگاه عکس‌هایی از آکادمی جوانان و امکانات تمرینی انتشار کرد که شامل یک مینی استادیوم ۷۰۰۰ نفره در مجاورت محل شهرک ورزشی بود. به نظر می‌رسد هواپیمایی اتحاد رقابت را از فورستال و سرمایه‌گذاری آبار برده‌است تا حق نام‌گذاری ورزشگاه را به دست آورد.
در این فصل و فصل گذشته، ورزشگاه تمام ۳۶۰۰۰ بلیط میزبانی فصل خود را به فرش رسانده‌است و توسعه‌های بعدی در راه‌اند. در ابتدا، جایگاه جنوبی با افزودن سومین ردیف در حال توسعه است تا ظرفیت کلی ورزشگاه را به ۵۴۰۰۰ صندلی برساند؛ ساخت‌وساز ار آوریل ۲۰۱۴ آغاز شده و قرار است تا تابستان ۲۰۱۵ به پایان رسد. فاز دوم، یعنی افزودن ردیف سوم به جایگاه شمالی و همچنین در صورت امکان فراهم کردن ردیف‌های صندلی کنار زمین فوتبال، ظرفیت کلی ورزشگاه را به ۶۲۱۷۰ نفر خواهد رساند، این طرح در همان زمان به تصویب رسید و می‌تواند بعد از پایان جام جهانی راگبی در سپتامبر ۲۰۱۵ آغاز شود.

## حمل‌ونقل

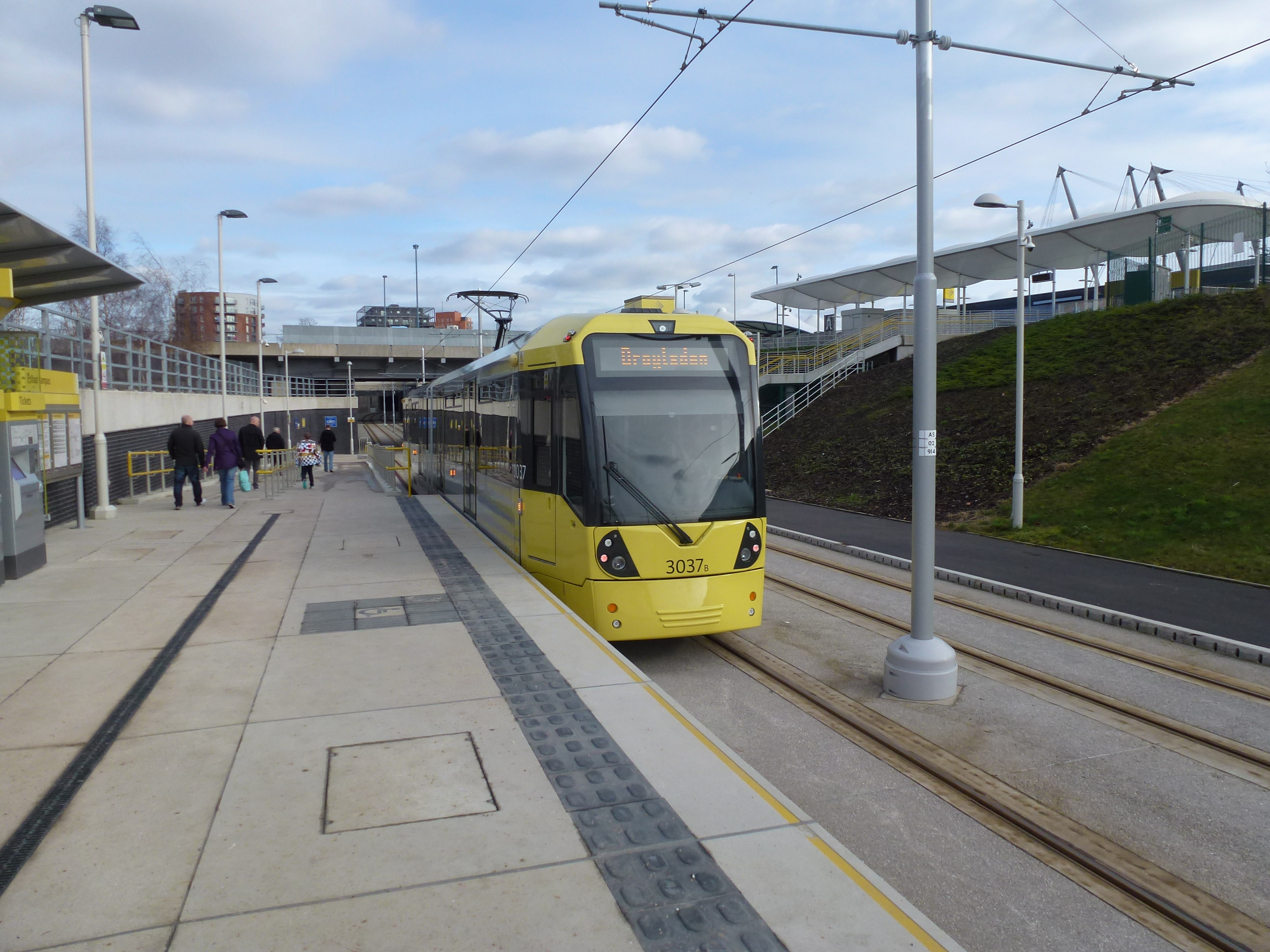
ایستگاه مترو پردیس اتحاد، که در فوریه ۲۰۱۳ افتتاح شد.

این ورزشگاه در ۲٫۵ کیلومتری مرکز شهر منچستر و به سمت شرق آن قرار دارد. ایستگاه راه‌آهن پیکادلی منچستر که به خط اصلی قطارهای فرودگاه منچستر، لندن، بیرمنگام و ادینبرو متصل می‌شود، یک مسیر ۳۰ دقیقه‌ای با پای پیاده است که به وسیله تابلوهای نزدیک زمین نشان داده شده‌است. همچنین ایستگاه پیکادلی دارای یک واگن برقی خط مترو است؛ از طریق این خط، شرق منچستر به اشتون آندر لاین متصل می‌شود که به ورزشگاه و پردیس اتحاد خدمات‌رسانی می‌کند، در روزهای مسابقه نیز تعداد قطارها دو برابر می‌شود. ایستگاه مترو پردیس اتحاد که نزدیک مسیر جو مرکر است، در فوریه ۲۰۱۳ گشایش یافت، و در روزهای بازی، چندین هزار تماشاگر را به سمت ورزشگاه هدایت می‌کند؛ تماشاگرانی که با واگن از مرکز شهر منچستر به دیدن بازی می‌آیند می‌توانند در باغ‌های پیکادلی از خدمات استفاده کنند، که تقریباً ۱۰ دقیقه به طول می‌انجامد.
چندین خط اتوبوس از مرکز شهر و تمام مسیرهای دیگر در نزدیکی یا خود شهرک ورزشی ایستگاه دارند. در روزهای برگزاری بازی یا سایر رویدادهای ورزشی برخی خطوط اتوبوس ویژه از مرکز شهر به ورزشگاه خدمات‌رسانی می‌کنند. این منطقه دارای ۲۰۰۰ پارکینگ است، و در اطراف آن ۸۰۰۰ جای پارک برای کسب‌وکارهای محلی و مدارس وجود دارد.

## سایر استفاده‌ها
طبق اجاره‌نامه، این ورزشگاه قادر است میزبان رویدادهای غیر فوتبالی مانند برگزاری کنسرت‌ها، مسابقات بوکس و راگبی باشد، که حق امتیاز آن در اختیار باشگاه منچستر سیتی است. منچستر سیتی در سال ۲۰۰۲، گواهی دائمی برگزاری رویدادهای غیر ورزشی را در ورزشگاه به دست آورد.

### کنسرت‌ها

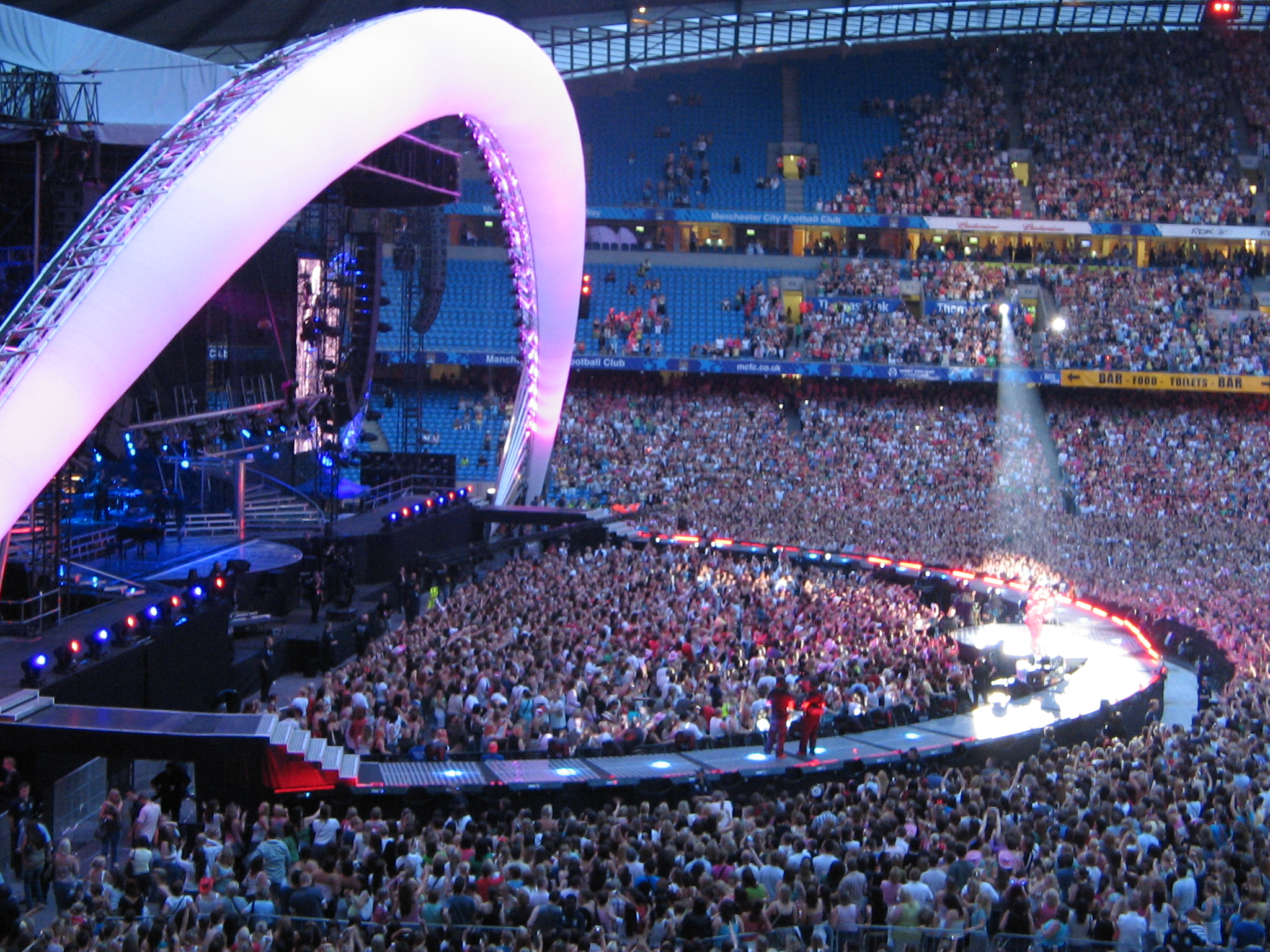
جلوه جانبی صحنه اجرا در یک کنسرت راک

خارج از فصل بازی‌ها، ورزشگاه میزبان کنسرت‌های گاه‌به‌گاه می‌باشد، و یکی از سالن‌های موسیقی بزرگ بریتانیا تلقی می‌شود، و حداکثر ظرفیت ۶۰۰۰۰ نفر را برای اجراها دارد. قبل از ساخت ومبلی نو، این ورزشگاه بزرگ‌ترین سالن کنسرت بریتانیا بود.
رد هات چیلی پیرز، با حمایت جیمز براون، اولین کنسرت را در سال ۲۰۰۴ اجرا کرد. کنسرت اوئیسیز در زمین بر روی دی‌وی‌دی ضبط شده‌است، که عنوان آن «پادشاه! از سرعت من مکاه»، بود و کنسرت این گروه در سال ۲۰۰۵، رکورد ۶۰۰۰۰ تماشاچی را برجای گذاشت. گروه موسیقی تیک دت، در سال ۲۰۰۶، اجرایی را در این ورزشگاه بر روی دی‌وی‌دی ارائه کرد. هنرمندان فراوان دیگری نیز در این ورزشگاه اجرا داشته‌اند.
کنسرت‌ها و بازی‌های بوکس برای زمین چمن هزینه‌آور است. در سال ۲۰۰۸، نوسازی آخر فصل و آغاز سریع فصل بعدی موجب شد که زمین چمن، آماده اولین بازی خانگی نباشد، در نتیجه باشگاه مجبور شد اولین بازی خود در لیگ اروپا را در ورزشگاه اختصاصی باشگاه فوتبال بارنزلی یعنی اوئاکول انجام دهد.
در ماه مه ۲۰۱۰، باشگاه بر روی چمنی نو سرمایه‌گذاری کرد و در کنسرت‌ها تابستانی در سال ۲۰۱۱ آغاز شد و گروه تیک دت ۸ شب در آن کنسرت اجرا کرد و در مجموع تقریباً ۴۰۰۰۰۰ بلیط به فروش رسید.

### دیگر رویدادهای فوتبالی

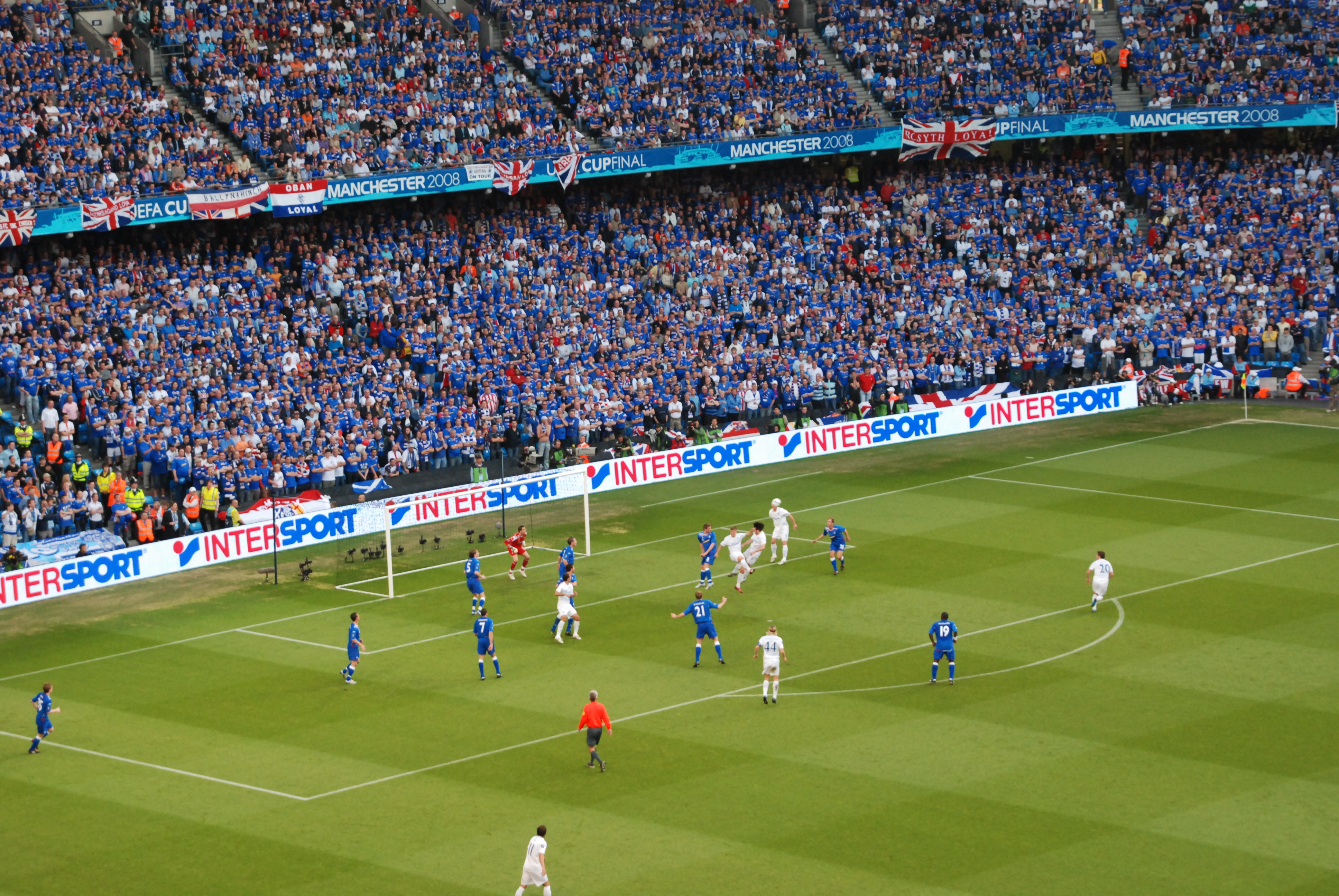
تصویری از فینال جام یوفا سال ۲۰۰۸

یوفا این ورزشگاه را جزو ورزشگاه‌های نخبه برگزیده، که علاوه بر بازی‌های خانگی میزبان چند بازی فوتبال اصلی شده‌است. این ورزشگاه در بازی تیم ملی فوتبال انگلستان و تیم ملی فوتبال ژاپن که در ۱ ژوئیه سال ۲۰۰۴ برگزار شد، به ۵۰امین ورزشگاهی تبدیل شد که میزبان بازی‌های ملی انگلستان بود. در سال ۲۰۰۵، این ورزشگاه میزبان جام قهرمانی بانوان اروپا بود، و رکورد حضور ۲۹۰۹۲ تماشاگر را به جای گذاشت. همچنین این ورزشگاه میزبان فینال جام یوفا ۲۰۰۸ بود که در آن باشگاه فوتبال زنیت سن پترزبورگ، باشگاه فوتبال رنجرز را با نتیجه ۲–۰ شکست داد.
در مه سال ۲۰۱۱، این ورزشگاه میزبان لیگ فوتبال کنفرانس ملی انگلستان و بازی بین باشگاه فوتبال ای‌اف‌سی ویمبلدون و باشگاه فوتبال لوتون تاون بود. ویمبلدون در ضربات پنالتی موفق شد به لیگ فوتبال راه یابد. از این ورزشگاه برای بازی پلی‌آف استفاده شد زیرا فینال لیگ قهرمانان اروپا ۲۰۱۱ قرار بود در ۲۸ مه ۲۰۱۱ در ورزشگاه ومبلی برگزار شود؛ قوانین یوفا تصریح می‌کند که ورزشگاهی که قرار است برای فینال لیگ قهرمانان مورد استفاده قرار می‌گیرد نباید تا دو هفته قبل از بازی، میزبان بازی دیگری باشد.

### سایر ورزش‌ها
در اکتبر سال ۲۰۰۴، این ورزشگاه میزبان بازی لیگ بین‌المللی راگبی ۱۳ نفره بین تیم ملی راگبی بریتانیای کبیر و تیم ملی راگبی استرالیا در سری مسابقات تری‌نیشنز بود که در مقابل ۴۰۰۰۰ تماشاگر برگزار شد. این ورزشگاه میزبان هفته جادویی در ۲۶ و ۲۷ مه ۲۰۱۲ بود. این یک رویداد لیگ راگبی ۱۵ نفره است که در آن تمام ۱۴ عضو مسابقات سوپر لیگ در یک آخر هفته با هم رقابت می‌کنند. بعد از ثبت رکورد تاریخی از حضور تماشاگر در سال ۲۰۱۲، ورزشگاه اتحاد برای میزبانی هفته جادویی فصل‌های ۲۰۱۳ و ۲۰۱۴ نیز انتخاب شد.
این ورزشگاه در جام جهانی راگبی ۲۰۱۵، در ۱۰ اکتبر آن سال، میزبان بازی تیم ملی راگبی انگلستان و اروگوئه خواهد بود.
در ۲۴ مه ۲۰۰۸، ورزشگاه میزبان بازی‌های قهرمانی وزن فوق سبک بوکس بود، و در طی آن ریکی هاتون با خوان لازکانو مسابقه داد. این بازی در مقابل ۵۶۳۳۷ هوادار برگزار شد و رکورد تعداد تماشاگر بوکس بعد از جنگ جهانی دوم را شکست.